# 7 cajas
7 Cajas (Brasil: 7 Caixas ) é um filme de ação paraguaio de 2012 dirigido por Juan Carlos Maneglia e Tana Schémbori. O filme participou no Festival Internacional de Cinema de Moscou 